# NGC 7452

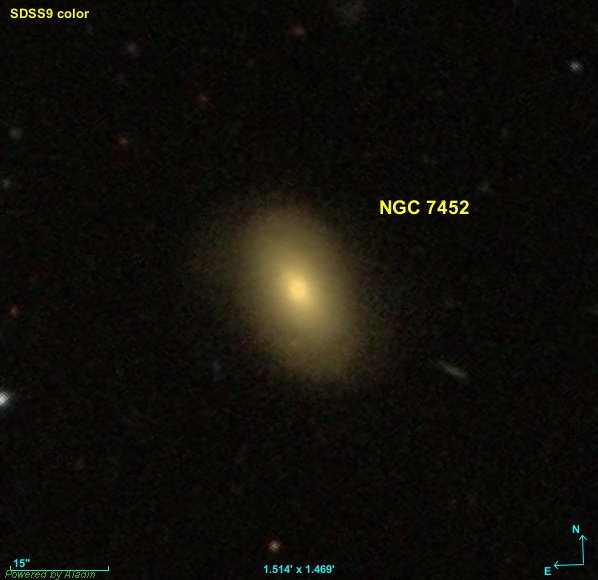
NGC 7452 (alternatieve identificatie

NGC 7452 is een lensvormig sterrenstelsel in het sterrenbeeld Vissen. Het hemelobject werd op 14 oktober 1884 ontdekt door de Amerikaanse astronoom Lewis A. Swift. NGC 7452 wordt in sommige bronnen geïdentificeerd met NGC 7459-1.

## Synoniemen
- PGC 1306660